# عقوبات الولايات المتحدة ضد الصين
تطبق حكومة الولايات المتحدة عقوبات على مؤسسات معينة وأعضاء رئيسيين في الحكومة الصينية والحزب الشيوعي الصيني الحاكم، وبعض الشركات المرتبطة بجيش التحرير الشعبي، وغيرها من الشركات التابعة التي اتهمتها الحكومة الأمريكية بالمساعدة في انتهاكات حقوق الإنسان. حافظت الولايات المتحدة على الحظر ضد الصين منذ إنشاء جمهورية الصين الشعبية في عام 1949 حتى عام 1972. وأعادت الولايات المتحدة فرض الحظر في أعقاب احتجاجات ومذبحة ميدان تيانانمن عام 1989. اعتبارًا من عام 2020 فصاعدًا، فرضت الولايات المتحدة عقوبات وقيودًا على التأشيرات ضد العديد من المسؤولين والشركات الحكومية الصينية، ردًا على الإبادة الجماعية للأويغور، وانتهاكات حقوق الإنسان في هونغ كونغ والتبت، والاندماج العسكري والمدني، ودعم الغزو الروسي لأوكرانيا، وإنتاج الفنتانيل.

## التاريخ

### العقوبات في أوائل جمهورية الصين الشعبية (1949-1979)
بعد تأسيس الحكم الشيوعي في الصين في عام 1949، تم توسيع الحظر المفروض على بيع التكنولوجيا العسكرية أو البنية التحتية العسكرية، والذي كان مفروضًا سابقًا على الاتحاد السوفيتي، ليشمل جمهورية الصين الشعبية المنشأة حديثًا. وفي أعقاب بداية الحرب الكورية، تم فرض المزيد من القيود التجارية. وفقا للأكاديمي تشون لين، أدى الحصار إلى زيادة القومية الصينية.
تم رفع الحظر التجاري في عهد الرئيس ريتشارد نيكسون في عام 1972 مباشرة قبل انفتاح الصين وإقامة العلاقات الرسمية.

### العقوبات بعد احتجاجات ومذبحة ميدان تيانانمن عام 1989
في أعقاب مذبحة ميدان تيانانمين، فرضت إدارة بوش الأب حظرًا على الأسلحة ضد جمهورية الصين الشعبية بعد مذبحة المتظاهرين.

### العقوبات المتعلقة بالدعم العسكري لإيران
وفرضت الولايات المتحدة عقوبات وحاكمت شركات وأفراداً صينيين لتقديمهم مساعدة مادية لبرنامج الصواريخ الإيراني. في عام 2014، فرضت وزارة الخزانة الأمريكية عقوبات على شركة سينوتك داليان لتصنيع الكربون والجرافيت لمساعدة إيران على شراء قطع غيار لإنتاج الصواريخ الباليستية. في يونيو 2023، فرضت وزارة الخزانة الأمريكية عقوبات على شركة تشجيانغ تشينغجي وكيانات أخرى في الصين وهونج كونج لبيعها معدات الطرد المركزي إلى إيران. في سبتمبر 2023، فُرضت عقوبات على ستة كيانات صينية بزعم مساعدة الشركة الإيرانية لصناعة الطائرات في تصنيع طائرات بدون طيار لمهاجمة ناقلات النفط وتصديرها إلى الجيش الروسي.